# Messor ibericus
Messor ibericus es una especie de hormiga del género Messor, subfamilia Myrmicinae. 

## Distribución
Esta especie se encuentra en Croacia y España.